# Cascadas
Cascadas (o Cascada) es una localidad perteneciente al partido de Coronel Suárez, en la provincia de Buenos Aires, Argentina.
Se encuentra a 52 km de la ciudad de Coronel Suárez.

## Población
Cuenta con 11 habitantes (Indec, 2010), lo que representa un descenso del 31% frente a los 16 habitantes (Indec, 2001) del censo anterior.
| Gráfica de evolución demográfica de Cascadas entre 1991 y 2010 |
|                                                                |
| Fuente: Censos nacionales del INDEC                            |